# Callopistria yerburii
Callopistria yerburii är en fjärilsart som beskrevs av Butler 1884. Callopistria yerburii ingår i släktet Callopistria och familjen nattflyn. Inga underarter finns listade i Catalogue of Life.